# Portefeuille-Fabrik Rosenthal (Offenbach)

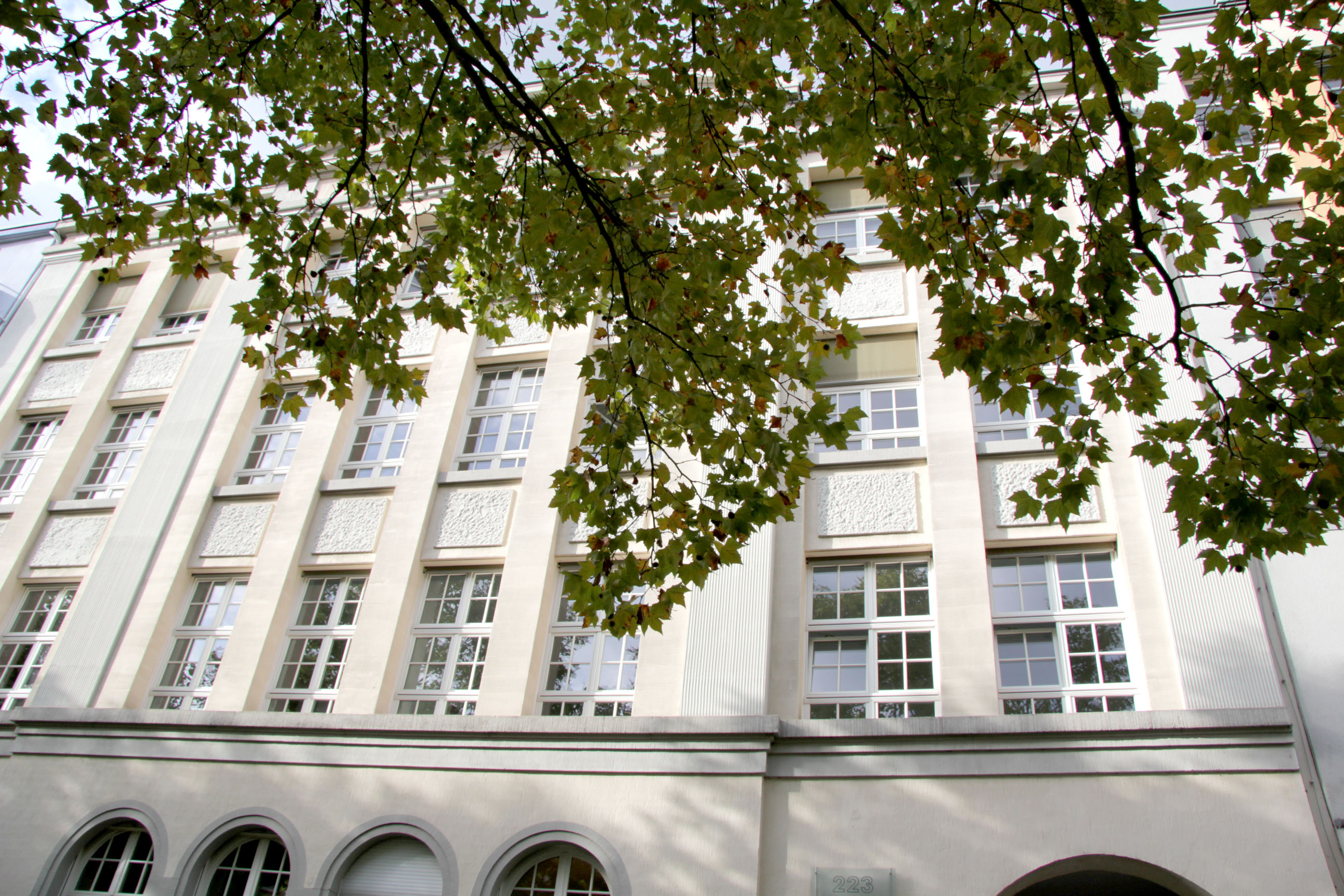
Portefeuille-Fabrik Rosenthal

Die ehemalige Portefeuille-Fabrik Rosenthal (das ehemalige Fabrikgebäude der Firma Rosenthal) in Offenbach, der gleichnamigen kreisfreien Stadt im Rhein-Main-Gebiet in Hessen, befindet sich im westlichen Teil des Stadtzentrums von Offenbach. Das Gebäude steht auf der gegenüberliegenden Straßenseite vom Gewerkschaftshaus Offenbach unweit der Straßenbahn-Station Ledermuseum in der Berliner Straße 223 (historische Adresse der Architektenskizze Wasserhofstr. 13).

## Beschreibung
Das als Portefeuille-Fabrik errichtete Fabrikgebäude wurde in den Jahren von 1911 bis 1913 auf einem Grundstück einer ehemaligen Gasfabrik vom Architekten Philipp Forster II. für den Unternehmer Bernhard Rosenthal entworfen und erbaut.
Mit seiner neoklassizistischen Fassade steht es beispielhaft für die Repräsentation von erfolgreichen Unternehmen im Stadtbild von Offenbach, welche einen hohen ästhetischen und handwerklichen Anspruch der Produzenten und die von ihnen gefertigte Qualität der Produkte beanspruchten. 
Der Sockel wurde aus Sandsteinelementen mit einem breiten Tor an der östlichen Gebäudeseite im Erdgeschoss und darüberliegendem Gesims erstellt. Die Fenster mit Sprossen in der verputzten Fassade sind im Oberschoss in ihrer Form rundbogig, gekuppelt und in den weiteren drei Obergeschossen ohne die rundbogige Ausführung symmetrisch angeordnet. Der Mittelrisalit ist wenig vorspringend und wird von Pilastern im Obergeschoss umschlossen. Den Gebäudeabschluss im oberen Bereich bilden Zahnschnittgesims, Attika mit dem Namen von Bernhard Rosenthal und ein flacher Segmentbogengiebel. 
Während der Weltwirtschaftskrise zum Ende der 1920er musste das Unternehmen von Bernhard Rosenthal wie viele andere Unternehmen ihre Produktion einstellen und Insolvenz anmelden. Das Fabrikgebäude wurde von der Seidentaschenfabrik Wolfgang übernommen und anschließend von mehreren Kleinbetrieben unterschiedlicher Branchen genutzt. Im Jahr 1996 ist eine Renovierung im Stil der Jahre um 1910 durchgeführt worden, die heutige Nutzung ist durch private Dienstleistungsunternehmen und Eigentumswohnungen vorhanden.  
Das Fabrikgebäude Firma Rosenthal ist im Denkmalverzeichnis des Landesamts für Denkmalpflege Hessen als Kulturdenkmal aus geschichtlichen und künstlerischen Gründen eingetragen.